# Stuiversstraat

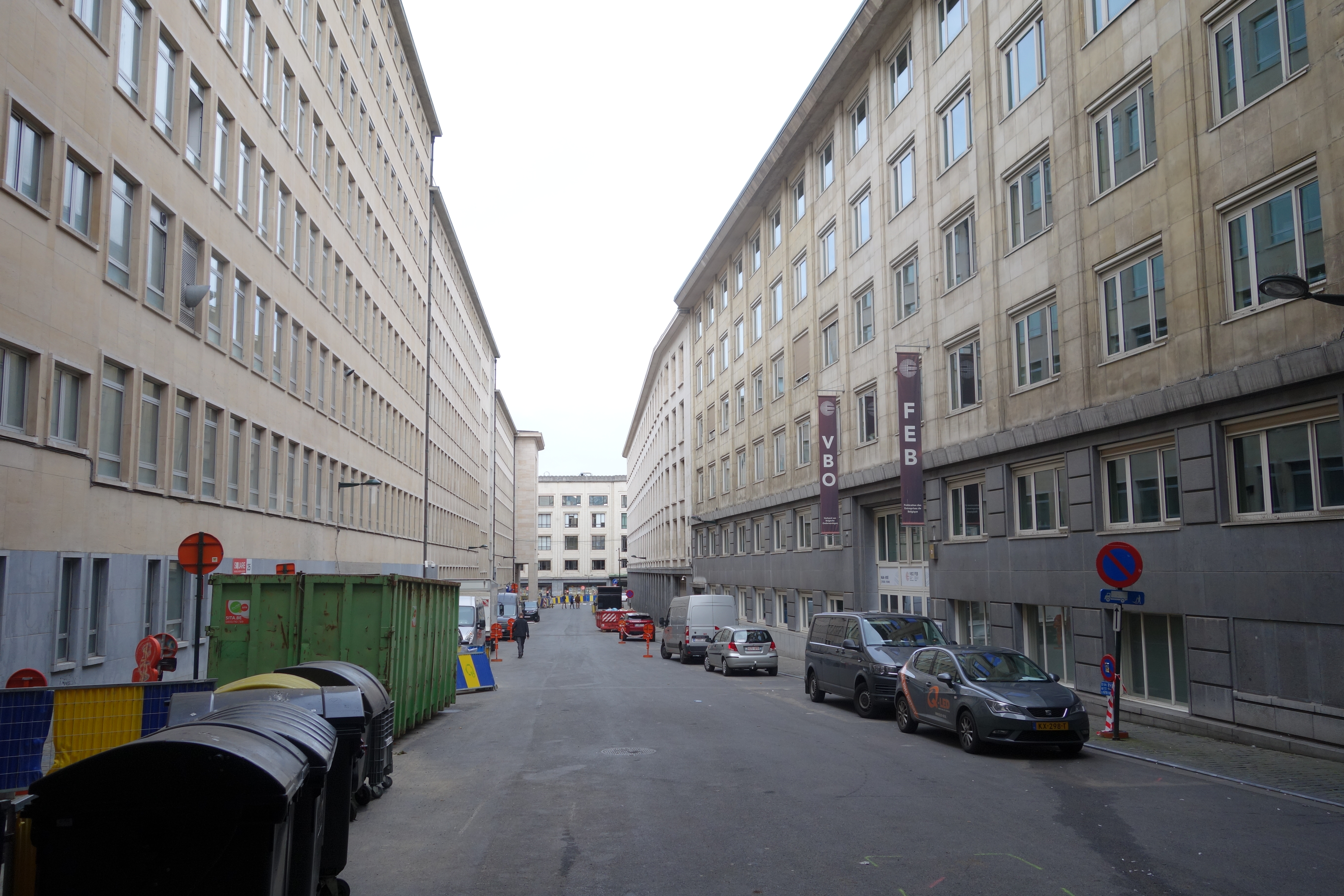
Stuiversstraat richting Kantersteen

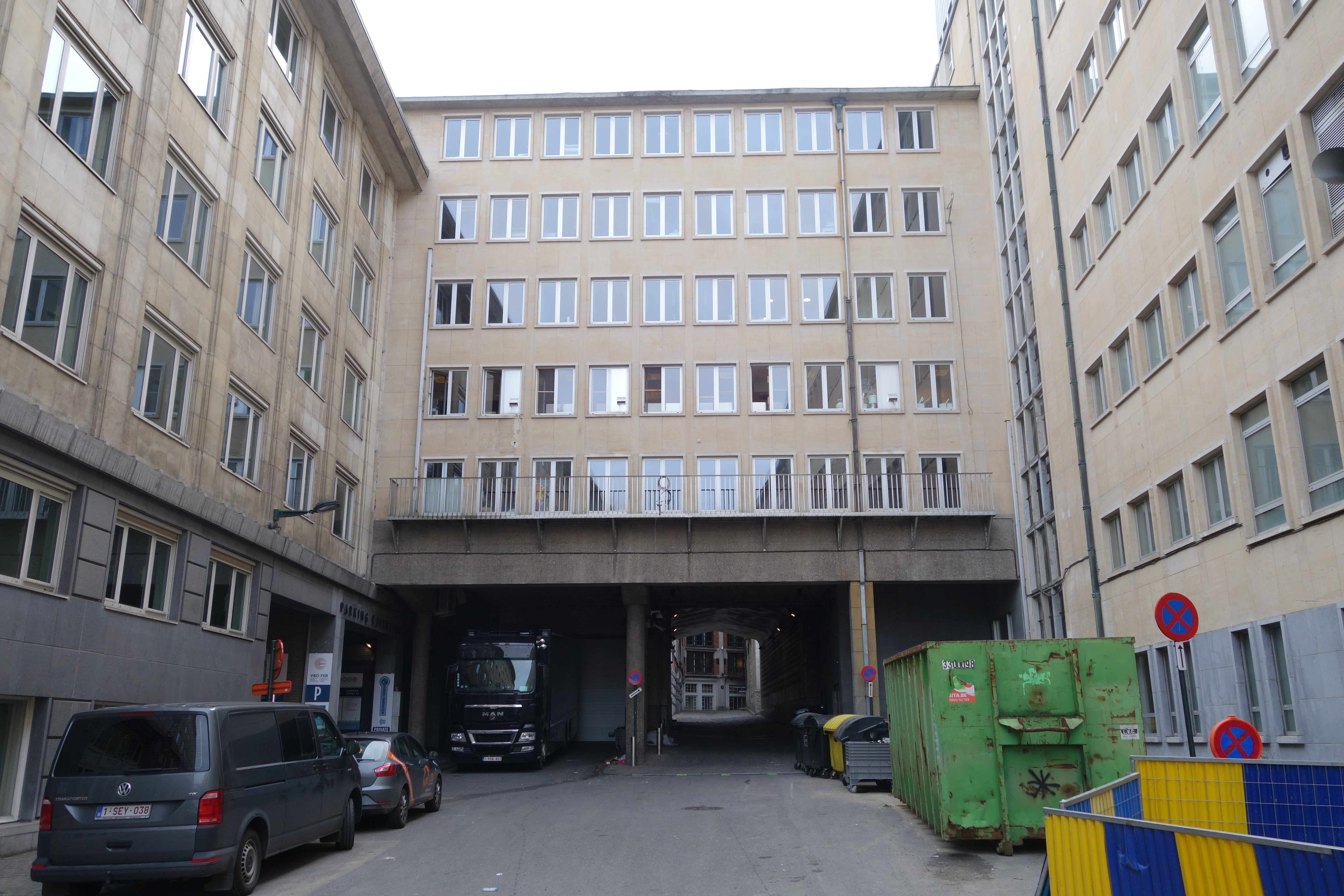
Straateinde en tunnel van Terarkenstraat.

De Stuiversstraat (Frans: rue des Sols) is een tussen kantoorgebouwen verloren straat in het centrum van Brussel.

## Situering
Parallel aan de Stuiversstraat liggen de Kunstberg en de Ravensteingalerij. Dwars erop het Kantersteen en de Ravensteinstraat. Wie vanuit het Kantersteen de Stuiversstraat inslaat richting Ravensteinstraat, denkt dat ze doodloopt op een kantoorgebouw maar ziet dan toch een smalle doorgangstunnel. Dit is het begin van de korte Terarkenstraat, die na de tunnel door een trap verbonden is met de erboven gelegen Ravensteinstraat.

## Naam
Volgens de traditie houdt de straatnaam verband met het Sacrament van Mirakel (1370): hier zou Jan van Leuven gewoond hebben, de man die geld (stuivers) zou hebben aangenomen van de Joden om hosties te stelen. Hoewel de eerste vermelding van de straatnaam dat niet tegenspreekt (1390), is het waarschijnlijker dat hij gewoon verwijst naar een belangrijke familie die er woonde (Schovaert, of Stoevers). Vooral dat laatste strookt met de oude spellingen: Stoeverstrate, Stoverstrate, Stoevestrate, Stoevartstraete.
De Franse naam Rue des Sols is dan een slechte vertaling - sol of sou is een muntstuk.

## Geschiedenis
Niets in de huidige aanblik laat vermoeden dat de Stuiversstraat, en de Terarkenstraat in haar verlengde, vroeger een belangrijke verkeersas was in de stad. Op deze as gaven de vier Jodentrappen uit. Hij vormde de ruggengraat van de aristocratische Isabellawijk en bood – naast de steenweg van de Hofberg – een tweede toegang tot het Koudenbergpaleis. Een aftakking van de Koperbeek liep langs hier naar beneden.
Aan de Stuiversstraat lagen verschillende adellijke verblijven. Het grootste was het Granvellepaleis, het eerste voorbeeld van onvermengde renaissancearchitectuur in de Nederlanden. Verderop lag het Salazarhof met de kapel die later in de Europawijk nagebouwd is.
Al deze pracht moest vanaf eind 19e eeuw wijken voor stadsvernieuwing: Leopold II wilde een comfortabele verbinding van het Koninklijk Paleis naar het Centraal Station (mogelijk gemaakt door de Noord-Zuidverbinding). Het plan van Henri Maquet (1880-81) voorzag een oprijlaan die in een brede bocht zacht opliep door en boven de oude wijken. Ondertussen ontwierp hij ook, in opvolging van Alphonse Balat, een groots gebouw als Kunstberg (maquette in 1908). Door het verzet van burgemeester Karel Buls werden de plannen niet in die vorm gerealiseerd en creëerde men verderop de Koloniënlaan als alternatief (1908). Toch waren de lage woningen aan de pare kant van de Stuiversstraat in de jaren 1890 gesloopt en was de onpare kant aangekocht door het stadsbestuur. Het Granvellepaleis ging in 1931 alsnog tegen de vlakte en het Salazarhof begin jaren 50.
Op 1 mei 1985 ontplofte een bomauto van de CCC in de Stuiversstraat. Hij was gericht tegen het Verbond van Belgische Ondernemingen. De pamfletten die de aanslagplegers op de grond hadden gestrooid om voorbijgangers te waarschuwen, werden niet gelezen door twee toesnellende brandweermannen, die het leven lieten.

## Voetnoten
1. ↑  Alphonse Wauters en Alexandre Henne, Histoire civile, politique et monumentale de la ville de Bruxelles, Deel III, 1845, p. 307
2. ↑  Bram Vannieuwenhuyze, Brussel, de ontwikkeling van een middeleeuwse stedelijke ruimte , Proefschrift Geschiedenis, Universiteit Gent, 2008, p. 1153
3. ↑  Jean d'Osta, Dictionnaire historique et anecdotique des rues de Bruxelles, 1986, p. 321-322